# 圓月映花都
《圓月映花都》（法語：Les nuits de la pleine lune）是一部於1984年上映的法国電影。該片由艾力·侯麥執導和編劇。電影由帕斯卡·歐吉爾、傑奇·卡尤和法布莱斯·鲁奇尼。配樂則由埃利和雅克諾負責。
《圓月映花都》是侯麥「戲劇與諺語」系列的第四部作品。故事以諺語「Qui a deux femmes perd son âme, qui a deux maisons perd la raison」（「有兩個女人的男人失去了他的靈魂，有兩棟房子的男人失去了他理智」）開場。

## 劇情簡介
與男友同居市郊的露薏絲不甘於束縛，在巴黎另置公寓尋求自由。懷疑男友暗中搭上好友，已婚男伴伺機逾越，她斷然拒絕友誼變質；與初識舞伴共度一宵後，決定重投男友懷抱，可惜回頭已晚。盧馬讓一輪圓月灑亮花都，在令人難眠的晚上喚醒少女夢魂。

## 獎項
威尼斯影展最佳女主角獎
法國影評人協會最佳電影獎

## 外部鏈接
- 互联网电影数据库（IMDb）上《圓月映花都》的资料（英文）
- 爛番茄上《圓月映花都》的資料（英文）
- 豆瓣电影上《圓月映花都》的資料 （简体中文）